# Pulsar anomala a raggi X
Una pulsar anomala a raggi X, citata nella bibliografia in lingua inglese come Anomalous X-ray Pulsar e indicata con la sigla AXP, è, secondo le ultime teorie più accreditate, una stella di neutroni isolata di giovane formazione, del tipo magnetar dotata di un intenso campo magnetico. Questa particolare tipologia di pulsar a raggi X è caratterizzata da un lento periodo di rotazione, da circa 2 fino a 12 s, e un campo magnetico dell'ordine di ~1013–1015 G (da 1 a 100 gT). Al 2014 sono stati scoperti quattordici oggetti di questo tipo, dodici dei quali sono stati confermati come AXP, mentre gli altri due sono ancora oggetto di valutazione. La correlazione tra AXP e magnetar venne motivata dalle similitudini con un'altra enigmatica classe di oggetti, i soft gamma repeater (o sorgenti ricorrenti di raggi gamma morbidi).
| Lista di candidate AXP e loro periodo di rotazione espresso in secondi (al 2003)          |      |  |
| AXP 1E 2259+586                                                                           | 6,98 |  |
| AXP 1E 1048-59                                                                            | 6,45 |  |
| AXP 4U 0142+61                                                                            | 8,69 |  |
| AXP 1RXS 1708-40                                                                          | 11,0 |  |
| AXP 1E 1841-045                                                                           | 11,8 |  |
| AXP AXJ1844-0258                                                                          | 6,97 |  |
| AXP CXJ0110-7211                                                                          | 5,44 |  |
| La seconda, la quarta e l'ultima sigla identificativa dell'oggetto sono stati abbreviati. |      |  |